# NGC 3143
NGC 3143 est une galaxie spirale barrée située dans la constellation de l'Hydre. NGC 3143 a été découverte par l'astronome britannique Andrew Ainslie Common en 1880.

## Caractéristiques
Sa vitesse par rapport au fond diffus cosmologique est de 4 008 ± 25 km/s, ce qui correspond à une distance de Hubble de 59,1 ± 4,2 Mpc (∼193 millions d'al).
La classe de luminosité de NGC 3143 est II et elle présente une large raie HI.